# Tedražice
Tedražice jsou malá vesnice, část obce Hrádek v okrese Klatovy poblíž Sušice.

## Historie
Na území Tedražic se nachází pozůstatky zlatokopecké osady z 13. století. Tato osada nesla název Zduná a byla z větší části zničena během husitských válek. Jediným pozůstatkem je katolický kostel svatého Vavřince na Zdouni, který tvoří hlavní osvícenou dominantu této oblasti. Samotné Tedražice jsou mladší sídlo, první písemná zmínka o vesnici pochází z roku 1395. V roce 1843 bylo v obci 45 domů a žilo 336 obyvatel. V roce 2011 zde trvale žilo 203 obyvatel.
Ve vsi se nachází textilní závod Hewa Tex, firma Galasport vyrábějící pádla a závodní slalomové lodě, výrobna nábytku, prodejna a opravna nářadí a nástrojů firma Mideta.
Zajímavostí jsou bývalé malé zasypané uranové doly, které se nalézají 200 metrů od obecních studen.[zdroj⁠?!]

## Obyvatelstvo
| Rok            | 1869 | 1880 | 1890 | 1900 | 1910 | 1921 | 1930 | 1950 | 1961 | 1970 | 1980 | 1991 | 2001 | 2011 | 2021 |
| -------------- | ---- | ---- | ---- | ---- | ---- | ---- | ---- | ---- | ---- | ---- | ---- | ---- | ---- | ---- | ---- |
| Počet obyvatel | 412  | 377  | 421  | 413  | 380  | 378  | 371  | 258  | 259  | 256  | 233  | 193  | 176  | 203  | 183  |
| Počet domů     | 49   | 52   | 53   | 54   | 55   | 55   | 58   | 63   | 64   | 62   | 63   | 70   | 74   | 76   | 83   |

## Obecní správa
Při sčítání lidu v letech 1850–1963 Tedražice byly samostatnou obcí v okrese Sušice. Od roku 1964 jsou částí obce Hrádek v okrese Klatovy.

## Pamětihodnosti
- Na západním okraji vesnice stojí u hospodářského dvora tedražická tvrz ze druhé poloviny patnáctého století.[9]
- Kostel svatého Vavřince
- Boží muka

## Rodáci
- Petr Šafránek (* 1798[10]), učitel, po němž je pojmenována Šafránkova základní škola[11]
- František Stupka (1879–1965), dirigent

## Galerie

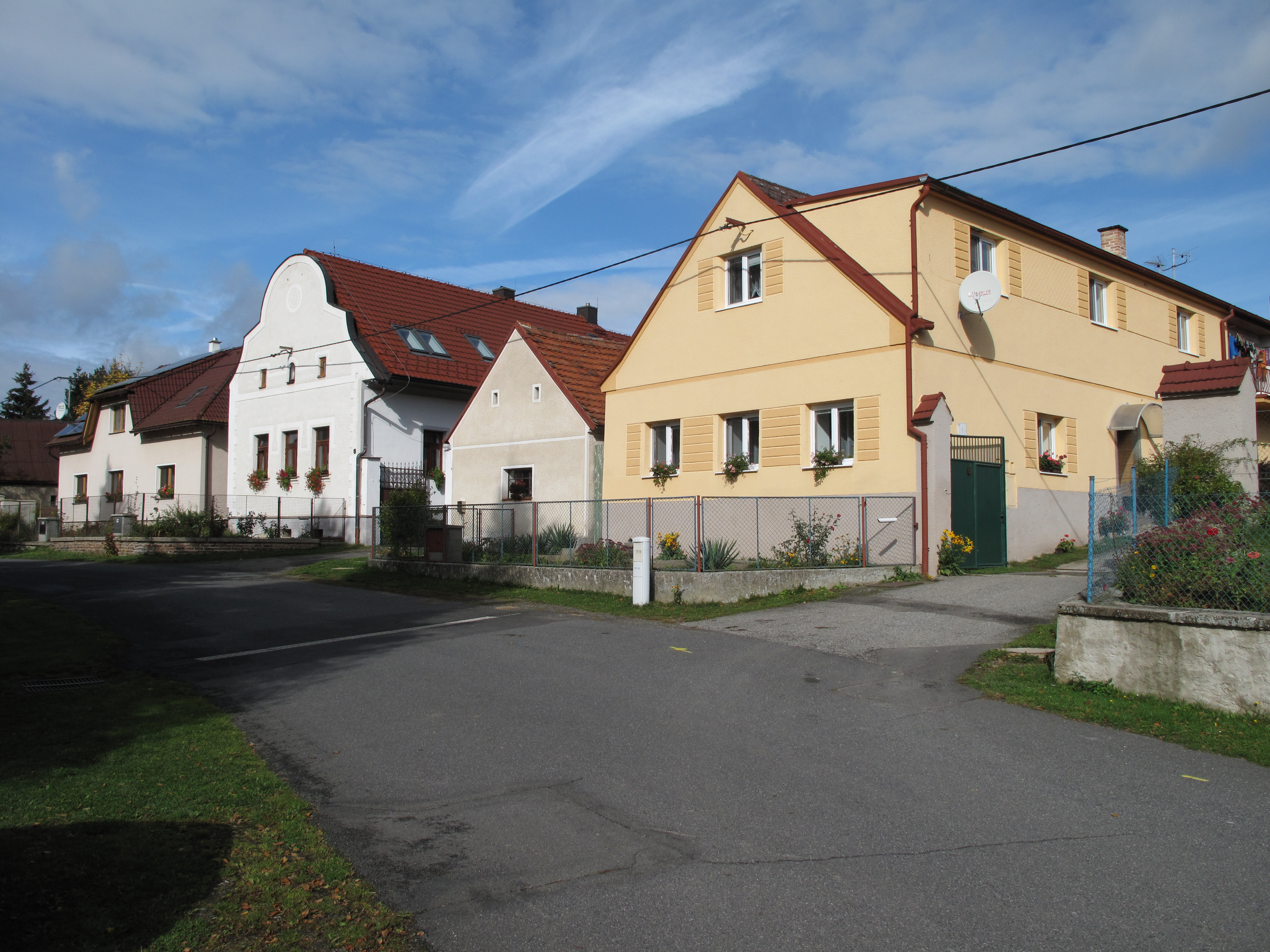
Domy na návsi
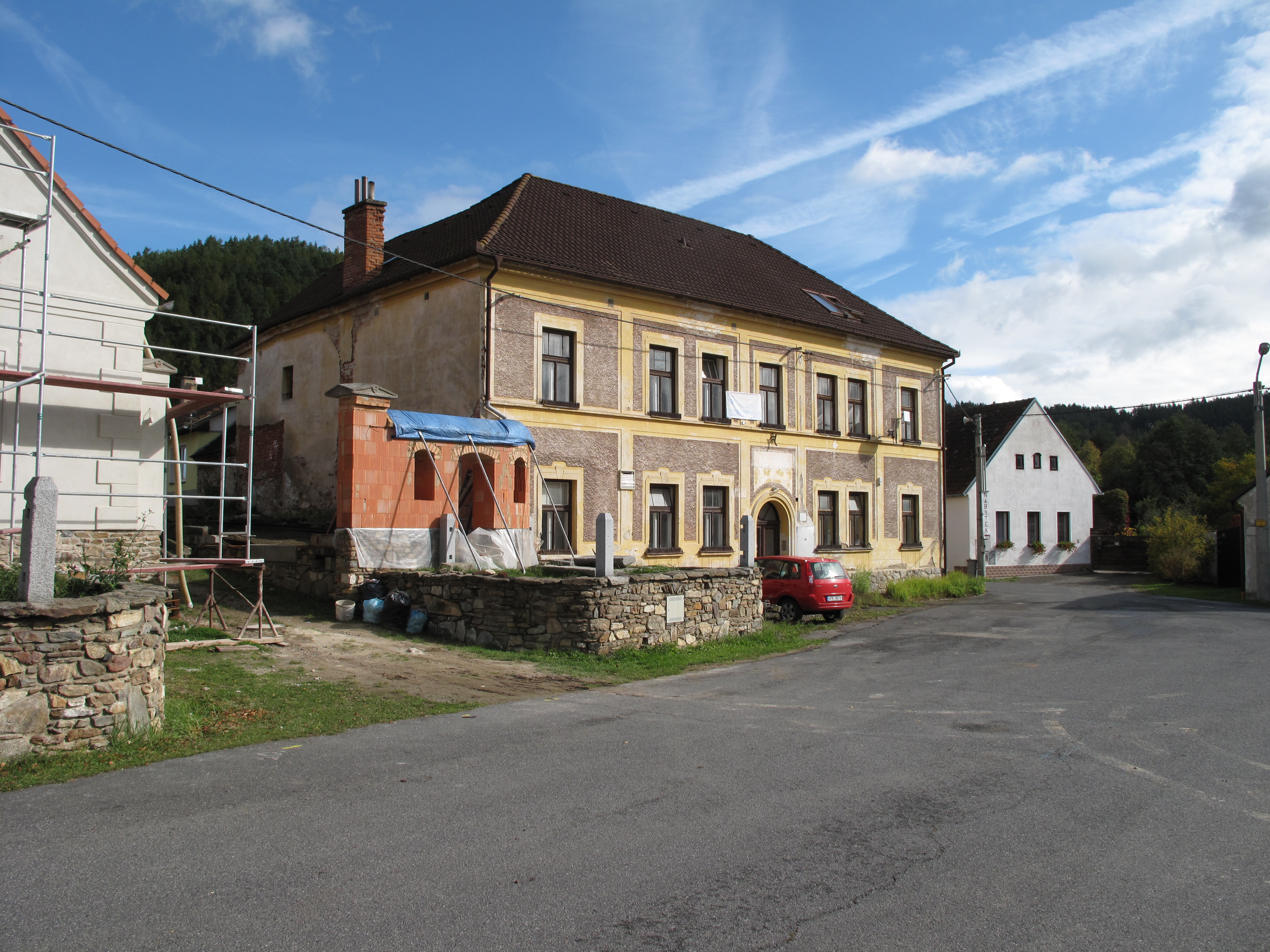
Dům
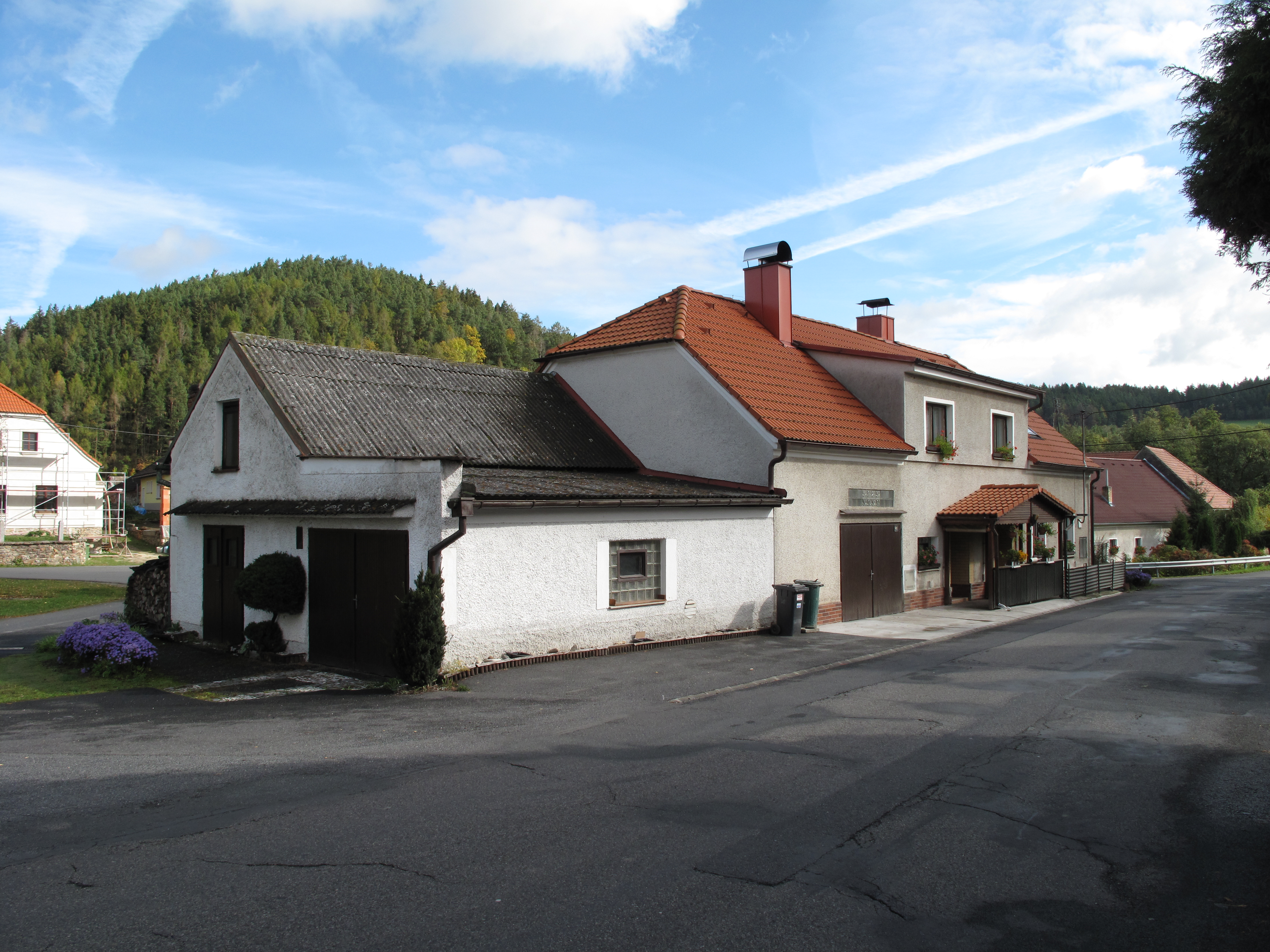
Domy